# Jób Dániel
Jób Dániel (Arad, 1879. december 22. – Budapest, 1955. november 20.) magyar rendező, író, műfordító, újságíró, színházigazgató. Felesége Simon Böske (1909–1970), az első magyar szépségkirálynő volt.

## Élete
Jób Ede és Brody Sarolta fiaként született. Tanulmányai végeztével hírlapírói pályára lépett. 1900-ban a Magyar Hírlap újságírója, 1907-től a Vígszínház rendezője, főrendezője volt. 1908-tól jelentek meg művei a Nyugatban. Öt évvel később, 1913-ban mutatták be Az Orgona című darabját. 1918-ban az Őszi vihar című darabját a Vígszínházban játszották. 1921. március 17. és 1939 között, illetve 1945 és 1949 között a Vígszínház művészeti igazgatója volt. 1949 után a Színházművészeti Szövetség tudományos osztályán dolgozott. 1938-ban Budapesten vette nőül Simon Böskét. Bródy Sándor, Molnár Ferenc, Szomory Dezső valamint Hunyady Sándor műveit rendezte.

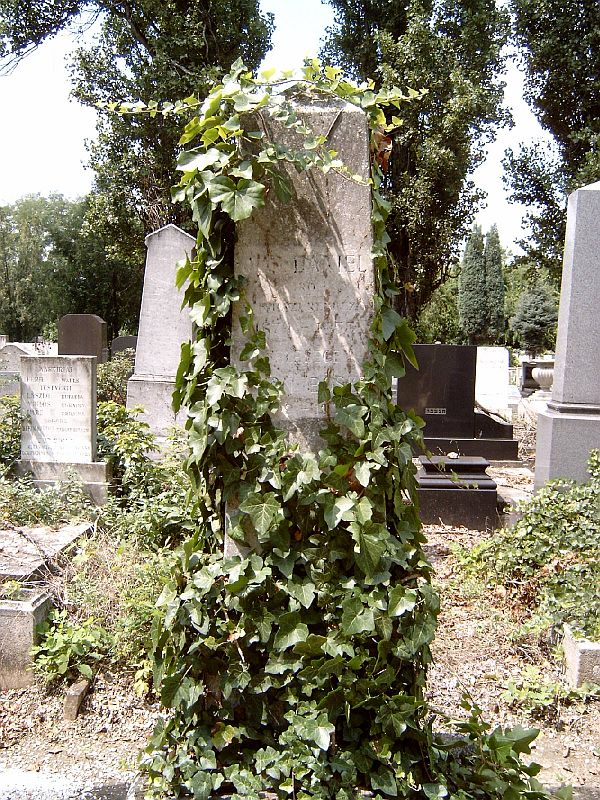
Jób Dániel sírja a Kozma utcai izraelita temetőben

## Színházi rendezései
- G. B. Shaw: Pygmalion
- Szomory Dezső: Hermelin
- Herczeg Ferenc: Kék róka
- Csehov: Ványa bácsi
- Molnár Ferenc: A hattyú
- Csehov: Három nővér
- Henrik Ibsen: John Gabriel Borkman
- Karel Čapek: R.U.R.
- Csehov: Cseresznyéskert
- Luigi Pirandello: Hat szerep keres egy szerzőt

## Művei
- Az Orgona (1913)
- Őszi vihar (1918) dráma 3 felvonásban. Bemutató 1918. január 19. Vígszínház. Bécsben a Stadt Theater bemutatta 1920. március 20-án Herbststurm cím alatt.

## Műfordításai
- Engel: A vizek fölött (1904)
- Csehov: Ványa bácsi (1920)